# 김명호 (경상북도의원)
김명호(金明浩, 1960년 3월 19일 ~ )은 대한민국의 제9·10·11대 경상북도의원이다.

## 학력
- 안동송현국민학교 졸업
- 경덕중학교 졸업
- 안동고등학교 졸업
- 건국대학교 정치외교학과 정치학사 졸업

### 비학위 수료
- 건국대학교 대학원 정치학 석사 졸업
- 건국대학교 대학원 정치학 박사 졸업
- 모스크바 국립대학교 정치학 박사 졸업

## 경력
- 모스크바 국립대학교 객원교수
- 러시아 외무부 외교아카데미 객원연구위원
- 러시아 사회과학아카데미 동방학연구소 객원연구위원
- (사)한-러시아문화협회 연구기획이사
- 21세기 시민문화연구소 소장
- 지방분권운동 대구경북본부 위원
- 대구·경북 발전포럼 이사
- 자유한국당 중앙위원회 상임위원
- 전통문화콘텐츠개발사업단 위원
- 경상북도 신도시건설위원회 위원
- 경상북도 지방분권협의회 위원
- 2010.07 ~ 2014.06 제9대 경상북도의회 의원
- 2010.07 ~ 2012.07 제9대 경상북도의회 전반기 정책연구위원
- 2010.07 ~ 2012.07 제9대 경상북도의회 전반기 독도수호특별위원
- 2012.07 ~ 2014.06 제9대 경상북도의회 후반기 예산결산특별위원회 부위원장
- 2014.07 ~ 2018.06 제10대 경상북도의회 의원
- 2014.07 ~ 2016.07 제10대 경상북도의회 전반기 지방분권추진특별위원회 위원장
- 2016.07 ~ 2018.06 제10대 경상북도의회 후반기 건설소방위원회 위원장
- 2018.07 ~ 2020.01 제11대 경상북도의회 의원
- 2018.07 ~ 2020.01 제11대 경상북도의회 전반기 문화환경위원회 위원
- 2018.07 ~ 2020.01 제11대 경상북도의회 전반기 예산결산특별위원회 위원
- 2018.07 ~ 2020.01 제11대 경상북도의회 전반기 의회운영위원회 위원
- 2018.07 ~ 2020.01 제11대 경상북도의회 전반기 행정보건복지위원회 위원
- 2018.11 ~ 2018.11 제11대 경상북도의회 문화환경위원회행정사무감사 위원
- 2019.02 ~ 2019.02 제11대 경상북도의회 경상북도문화관광공사 사장 후보자 인사검증위원회 위원
- 2019.11 ~ 2019.11 제11대 경상북도의회 문화환경위원회행정사무감사 위원

## 역대 선거 결과
|  | 7.75% |

|  | 25.28% |

|  | 62.97% |

|  | 71.19% |

|  | 64.86% |